# Martin Quistorp
Martin Quistorp (* 3. Dezember 1861 in Stettin; † 6. Juni 1929 ebenda) war ein deutscher Unternehmer und Wohltäter der Stadt Stettin.
Martin Quistorp war ein Sohn des Stettiner Großunternehmers Johannes Quistorp (1822–1899); beide entstammten der Theologenfamilie Quistorp aus Rostock. Nachdem sein älterer Bruder ertrunken war, übernahm Martin im Alter von 22 Jahren schrittweise die Geschäfte und sozialen Projekte des Vaters, und 1890 die gesamte Leitung. Er baute um 1900 die Zementfabrik in Wolgast zu einem größeren Betrieb aus.
Auch die Portlandzementfabrik in Lebbin baute er weiter aus. Diese hatte sein Vater 1855 errichtet, sie war seinerzeit die zweite in Deutschland und zeitweise die größte in Europa. Das Werk hatte 1890 600 Beschäftigte. Für sie ließ er 150 Werkswohnungen und viele soziale Einrichtungen bauen. Als die Kreidebrüche bei Lebbin nicht mehr genügend Rohstoff lieferten, wurde Rügener Kreide nach Lebbin transportiert. 1896 erwarb Quistorp mehrere Kreidebrüche auf Rügen, professionalisierte den Abbau sowie Vermarktung und Logistik und ließ daraufhin den Hafen bei Sagard errichten, der zusammen mit dem neuen Ort nach seinem Vornamen den Namen Martinshafen erhielt.
Wie sein Vater, dem er den Quistorp-Gedächtnis-Turm in Stettin erbauen ließ, tätigte Martin Quistorp zahlreiche Stiftungen für seine Heimatstadt Stettin. Er schenkte der Stadt den Eckerberger Wald und ermöglichte damit die Vergrößerung des Quistorp-Parkes.
In Misdroy, wo er ein Sommerhaus bewohnte, förderte Martin Quistorp die Anlage des westlichen Endes der Strandpromenade, baute das alte Dünenschloss in ein christliches Hospiz und Erholungsheim um und schenkte der Gemeinde das Baumaterial für die Kirche. Ihm wurde an der Strandpromenade ein Gedenkstein gesetzt, der noch heute erhalten ist.
1923 wurde Martin Quistorp zum Ehrensenator der Greifswalder Universität ernannt.
Martin Quistorp starb unverheiratet im Stettiner Diakonissen- und Krankenhaus Bethanien an einer Lungenentzündung.